# Вулиця Симона Петлюри (Київ)
Ву́лиця Си́мона Петлю́ри — вулиця у Шевченківському районі міста Києва, місцевість Паньківщина. Пролягає від бульвару Тараса Шевченка до Вокзальної площі.
Прилучаються вулиці Назарівська, Саксаганського та Жилянська.

## Історія

Анотаційна дошка з барельєфом Симону Петлюрі. Будинок № 2/4

Вулиця відома з першої половини XIX століття (запланована за генеральним планом розбудови Киева ще у 1830-ті роки, однак фактично розпланована та забудована лише у 1850-х роках), мала назву Ігнатіївська — за прізвищем місцевого домовласника. Під такою назвою позначена на картах міста 1847 та 1861 років.
1839 року у верхньому кінці вулиці на розі з Бульварним шосе (тепер бульвар Тараса Шевченка) закладено ботанічний сад — нині Ботанічний сад імені академіка Олександра Фоміна або Старий ботанічний сад. Зараз з боку вулиці знаходиться вхід до службової і наукової частини саду (вул. Симона Петлюри, 1).
У 1860-ті роки вулицю було продовжено за річку Либідь, де спорудили залізничний вокзал.
Під час будівництва вокзалу 1869 року за указом російського імператора Олександра ІІ вулиця отримала назву Безаківська на честь померлого генерал-губернатора Олександра Безака — одного з найактивніших учасників проєкту побудови київської залізниці.
Від часу спорудження вокзалу Безаківська як вулиця, яку першою зустрічали відвідувачі Києва, що подорожували залізницею, відігравала важливе суспільне й адміністративне значення. Тут містилися чотири готелі, клуб, книгарня «Київської старовини», товариство й однойменна будівля ЮРОТАТу, поліцейська дільниця.
Безаківська була також відома своїми пам'ятками. 6 лютого 1872 року на початку вулиці, посеред перехрестя із Бібіковським бульваром, було урочисто встановлено і відкрито пам'ятник графу Олексію Бобринському. А протягом 1908–1914 років на розі Безаківської та Жилянської було споруджено величну Іллінську церкву — єдиний у Києві храм у стилі модерн. Основна забудова вулиці відноситься до кінця XIX — початку XX століть.
У жовтні 1917 року Київська міська рада підтримала пропозицію перейменувати Безаківську вулицю на вулицю Драгоманова, на честь українського публіциста Михайла Петровича Драгоманова.
Значних змін вулиця зазнала в рядянські часи. У березні 1919 році її було перейменовано на вулицю Комуністичного інтернаціоналу — на честь комуністичного інтернаціоналу. 3 1926 року — вулиця Комінтерну (назву підтверджено 1944 року). Іллінську церкву та пам'ятник Бобринському було знесено, а на місці останнього у 1954 році радянською владою було встановлено пам'ятник Миколі Щорсу.
Під час нацистської окупації у 1942–1943 роках мала назву Банхофштрассе (нім. Bahnhofstraße, укр. Вокзальна).
Сучасна назва — з 2009 року, на честь українського політичного та державного діяча, Головного отамана військ УНР, Голови Директорії УНР Симона Петлюри. 

## Назви вулиці в різний час
- Ігнатіївська (1834? — 1869);
- Безаківська (1869 — 1919);
- Комінтерну (1919 — 1942);
- Банхофштрассе (1942 — 1943);
- Комінтерну (1944 — 2009);
- Симона Петлюри (з 2009)

## Будинки на вулиці Симона Петлюри

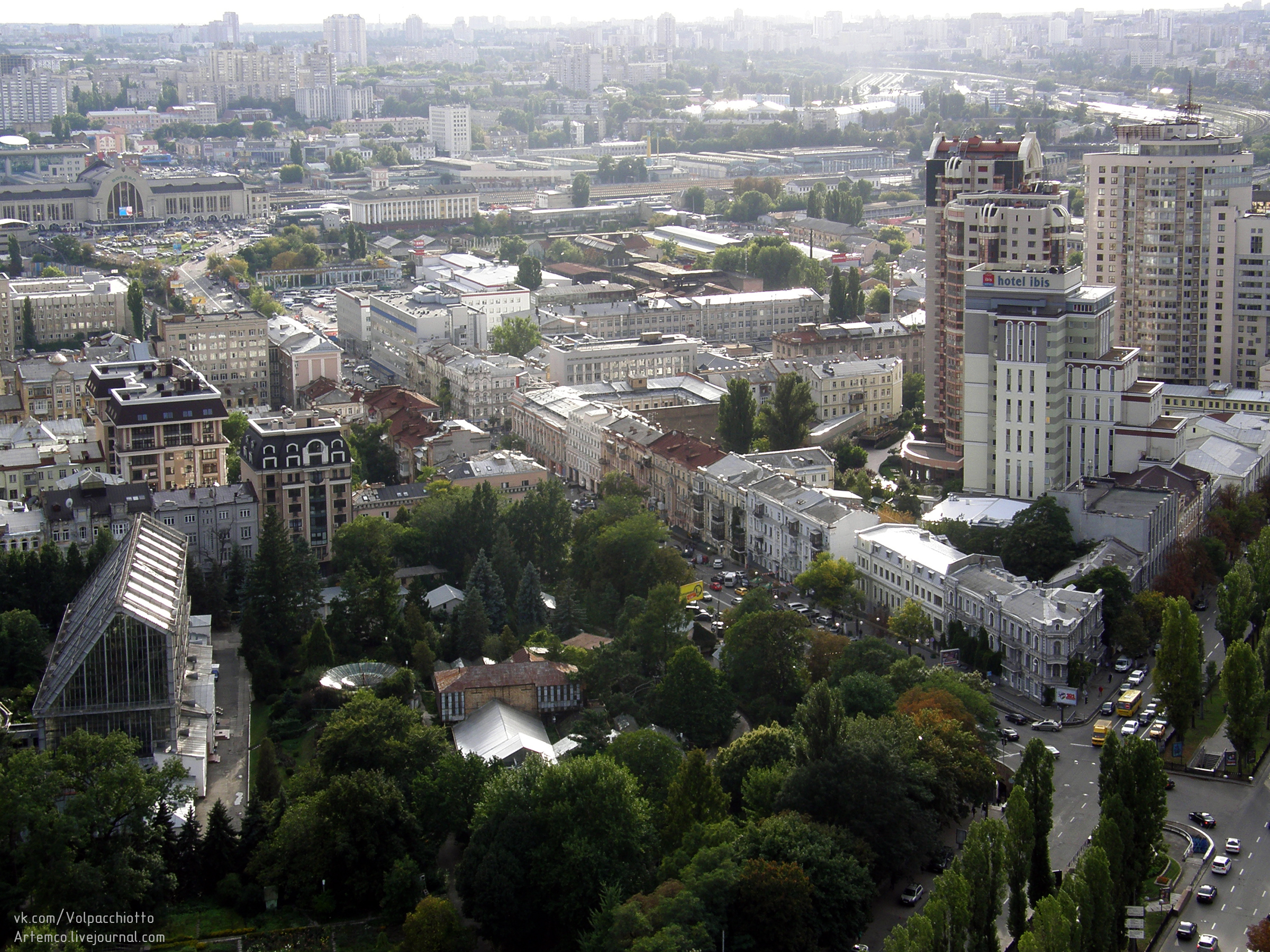
Панорама вулиці від бульвару Тараса Шевченка до Вокзальної площі
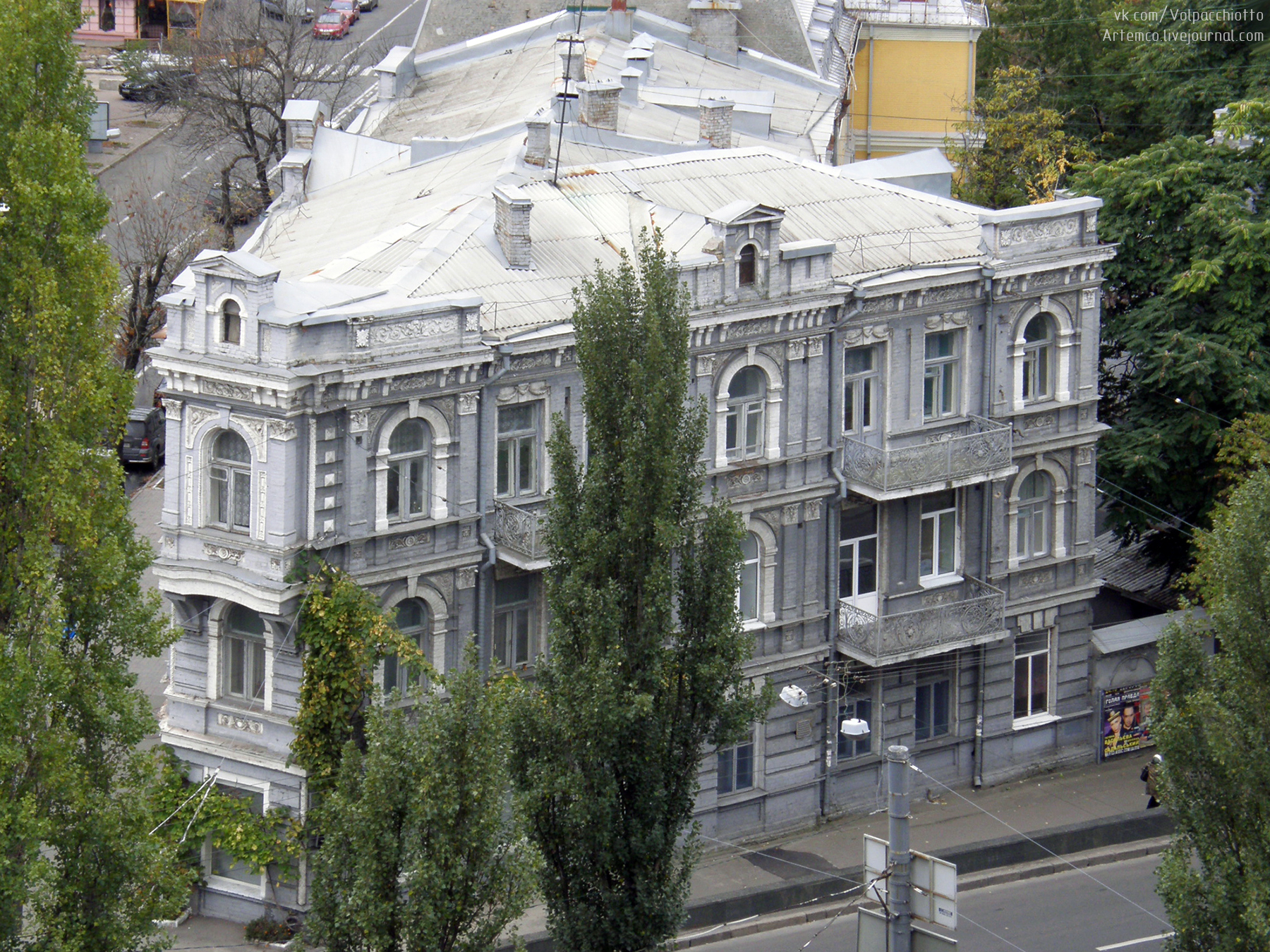
будинок № 2/4, вигляд з боку бульвару Шевченка
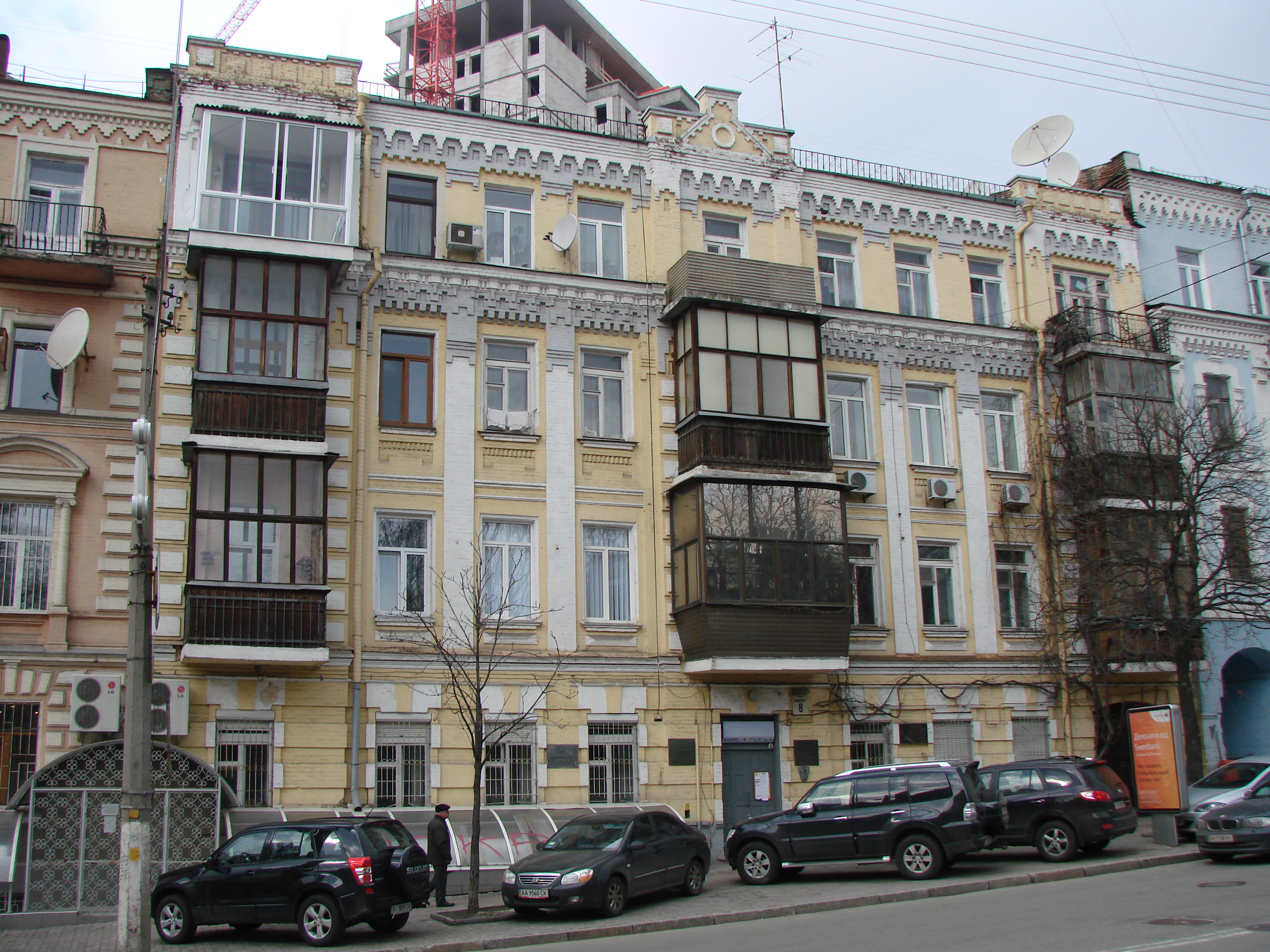
Будинок № 8
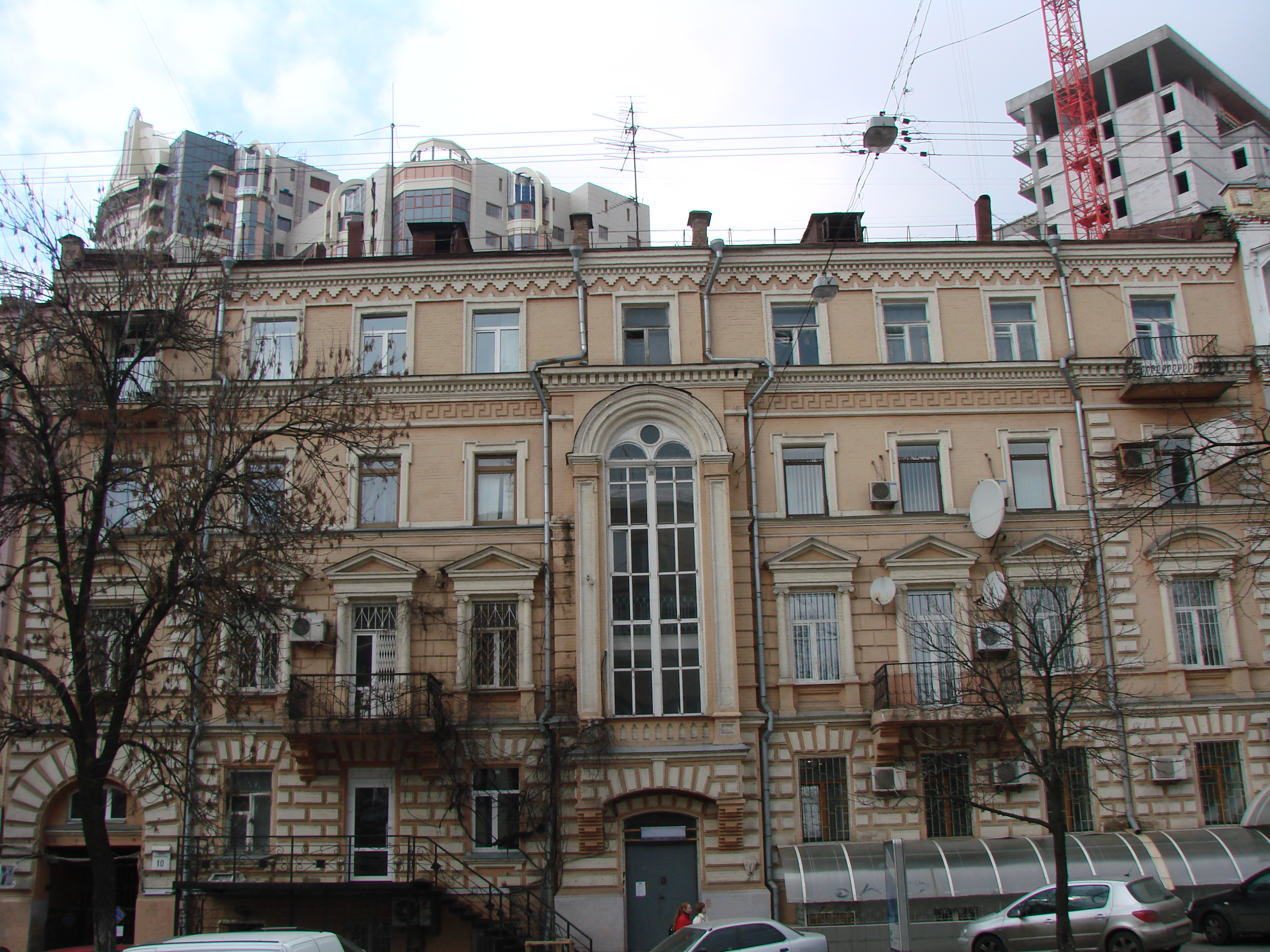
Будинок № 10
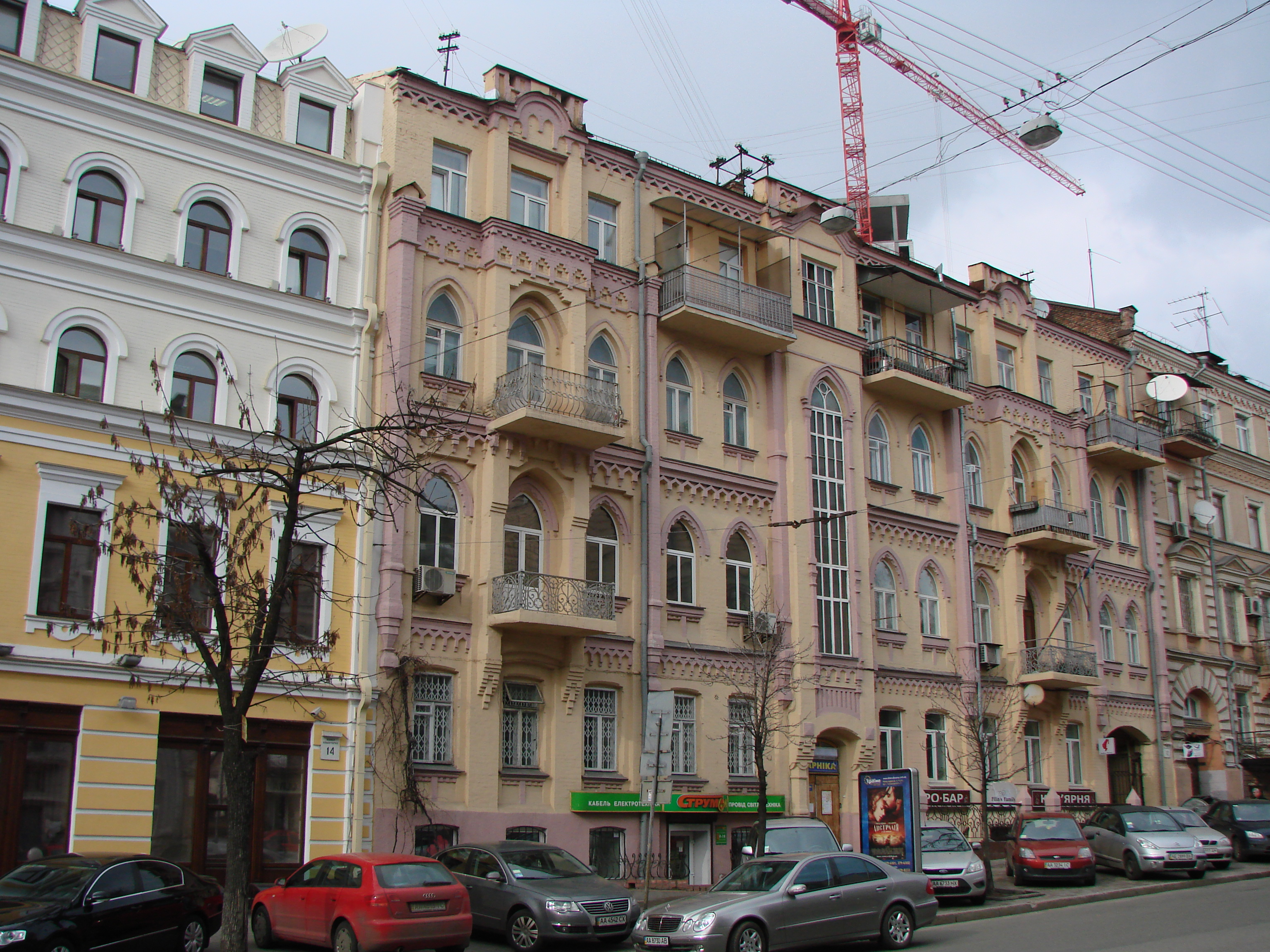
Будинок № 12
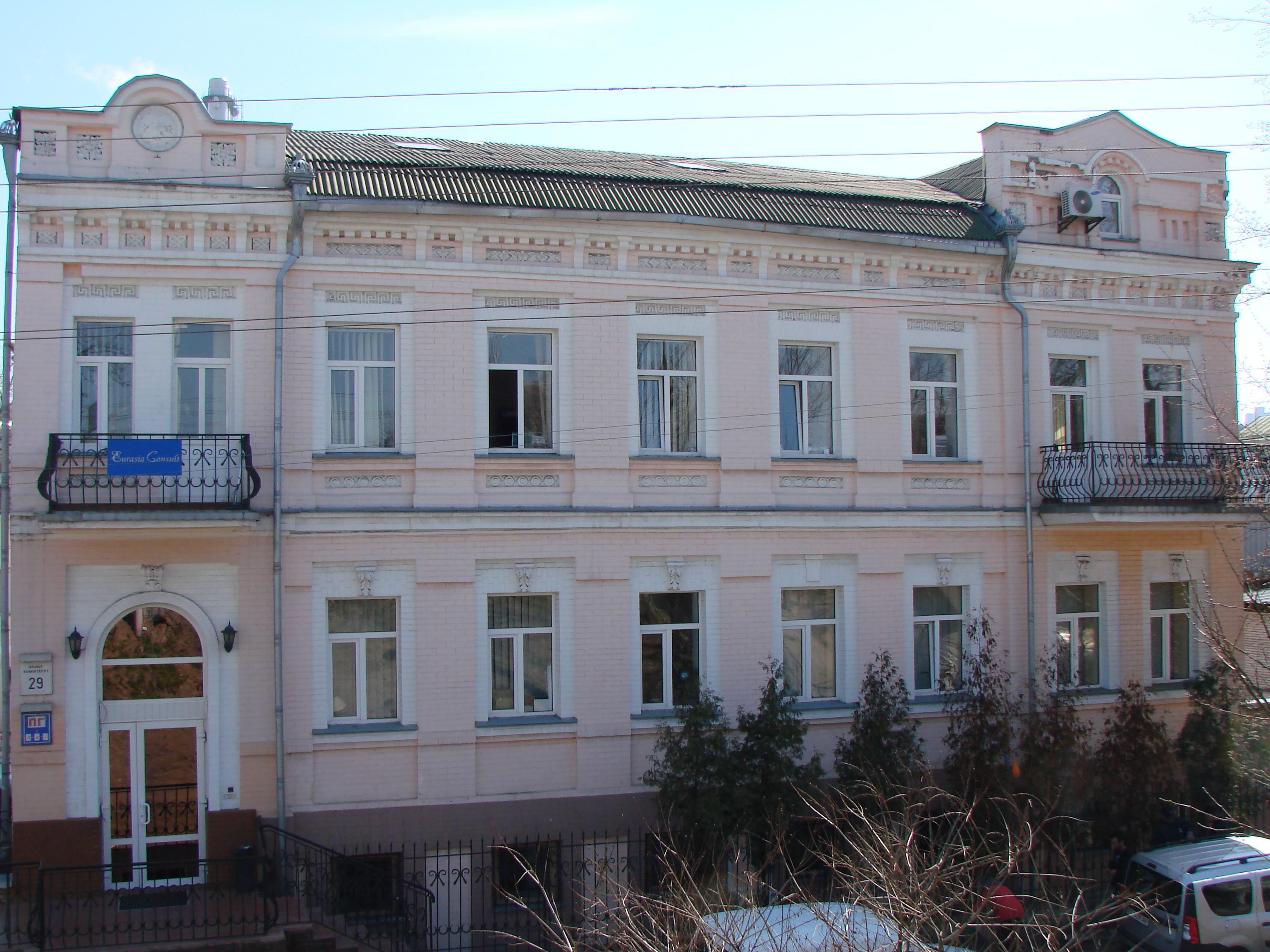
Будинок № 29 (Прибутковий будинок Уткіна, під загрозою знесення)
Будинок № 3/25